# Rodolfo Pastor Fasquelle
Rodolfo Pastor Fasquelle (San Pedro Sula, 29 de abril de 1948) es un destacado historiador, periodista y poeta hondureño, hijo del médico, periodistay político Rodolfo Pastor Zelaya y de la reconocida ecologista Gladys Fasquelle Bonilla. A lo largo de su trayectoria, Pastor Fasquelle ha ocupado varios cargos públicos, entre ellos el de Ministro de Cultura, Artes y Deportes de Honduras y recientemente fue nombrado embajador de su país ante Corea del Sur.
Entre sus obras destacan «Historia de América Central», «Biografía de San Pedro Sula, 1536-1954», «Historia de Omoa» y «Campesinos y reformas. La mixteca, 1700-1856». 

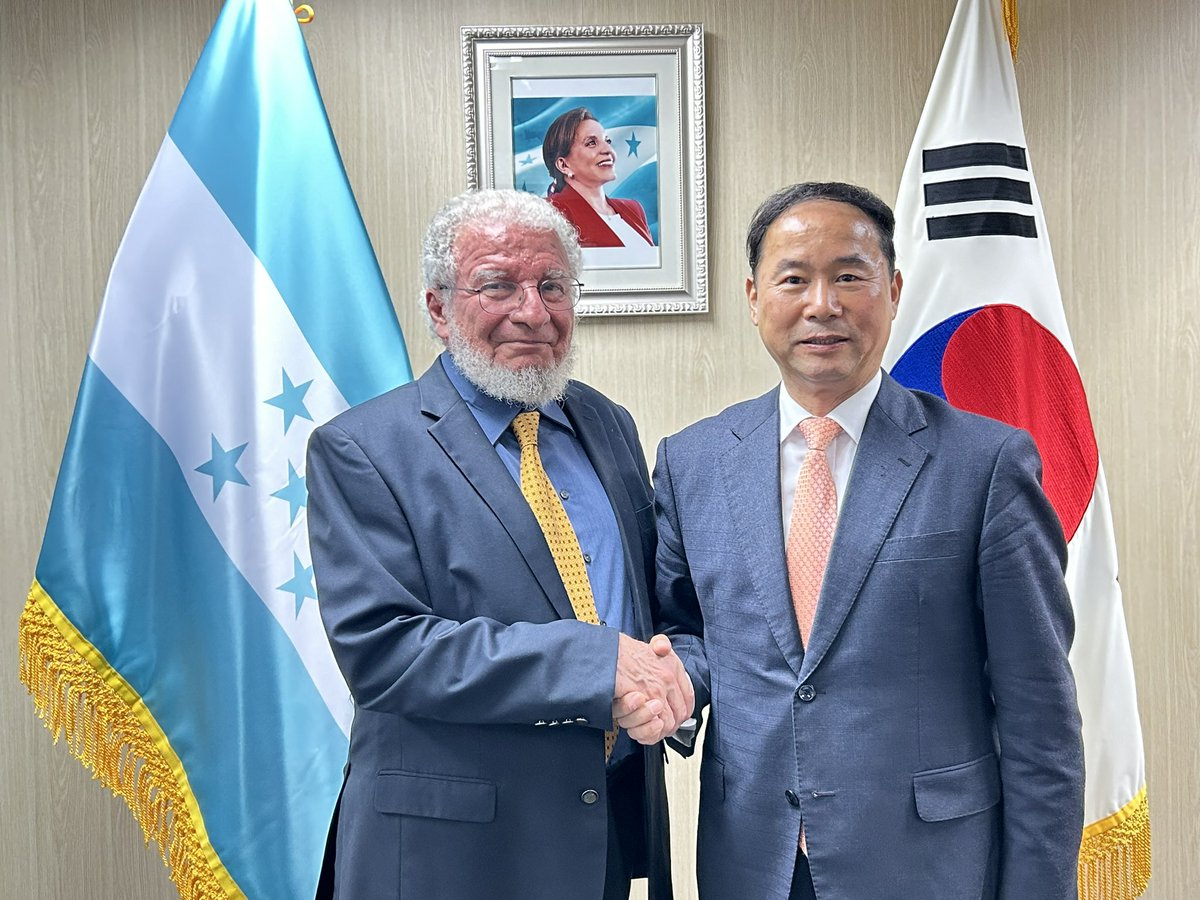
Rodolfo Pastor y Yong Jo Mun en la embajada de Honduras en Corea del Sur

## Vida personal y académica
En 1948 Rodolfo Pastor Zelaya se casó con Gladys Fasquelle, hija del empresario sampedrano Roberto Fasquelle, fundador de la Compañía Azucarera Hondureña, tuvieron cuatro hijos Rodolfo, Renee, Daysi y Héctor, este último fue asesinado en Copan y en su memoria se erigió la fundación ambientalista Héctor Rodrigo Pastor.
Rodolfo Pastor Fasquelle realizó estudios de historia en Tulane, Nueva Orleans donde se graduó en 1975 con la tesis titulada «Desarrollo urbano en la Honduras colonial:1500-1650». Sus estudios doctorales los realizó en El Colegio de México donde se graduó con la tesis «Campesinos y reformas : la Mixteca 1748-1856» además fue académicoperteneciendo a la misma generación que las historiadoras Virginia González Claverán y Flor Hurtado, así como de Alfonso Martínez Rosales y Carlos Sempat Assadourian.
Pastor Fasquelle estuvo casado con María Teresa de Maria y Campos (1945-2023), antropóloga, museógrafa y artista de origen mexicano, quien fuese una de las fundadoras del Museo de Antropología e Historia de San Pedro Sula, especialista en el estudio de la vivienda rural hondureña, y gran conocedora del vestigio arqueológico de Carrusté, además de hija de la multipremiada escritora michoacana Teresa Castelló Yturbide, más conocida como Pascuala Corona.
Rodolfo y María Teresa procrearon a Camila, Jerónimo y Rodolfo Pastor de Maria y Campos.

## Carrera política
El gusto por la política le viene en el nombre. Su padre Rodolfo Pastor Zelaya fue fundador del Partido Democrático Revolucionario de Honduras, PDRH (1946) junto con la escritora hondureña Graciela Bográn, quienes organizaron en 1944 sendas manifestaciones públicas contra de la dictadura de Tiburcio Carías Andino, la segunda de las cuales terminó en una masacre perpetrada por los militares, lo que les llevó al exilio. 
Una vez que Carías dejó el poder y ya disuelto el PDRH Pastor Zelaya se incorporaría al Partido Liberal de Honduras y fue en esta última organización política donde su hijo, Pastor Fasquelle fue precandidato a la presidencia del país en 1992 disputándole la candidatura a Jaime Rosenthal Oliva, Ramón Villeda Bermúdez, Gloria de Jalil y a Carlos Roberto Reina Idíaquez quien resultó el ganador, no solo de la interna sino que en 1993 ganó la presidencia del país.

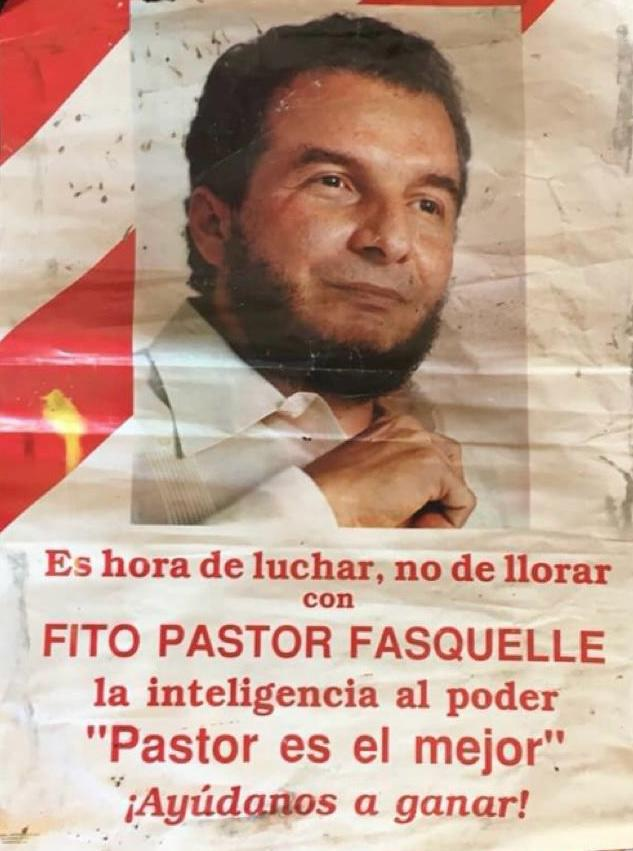
Póster de la precampaña de Rodolfo Pastor Fasquelle a la presidencia de Honduras por el Partido Liberal en 1992.

Como funcionario público se ha desempeñado en dos ocasiones como Ministro de la Secretaría de Cultura Artes y Deportes, la primera de 1994 a 1998 en el gobierno de  y la segunda de 2006 a junio de 2009 durante el gobierno del presidente Manuel Zelaya Rosales, el cual fue interrumpido por un golpe de Estado que llevó a Pastor Fasquelle al exilio, junto con su equipo de trabajo.

También se da la destitución del viceministro, Salvador Suazo, como la expulsión de integrantes claves del equipo de trabajo; entre otros, Isadora Paz, directora de la Unidad de Gestión; Rebeca Becerra, directora de la Dirección del Libro y el Documento; y, Natalie Roque, directora de la Hemeroteca Nacional. El 1 de septiembre de 2009 se consumó la esperada destitución de Darío A. Euraque, gerente del IHAH.

Al regreso de Manuel Zelaya a Honduras, Rodolfo Pastor Fasquelle y su hijo Rodolfo Pastor de María y Campos se sumaron a la convocatoria del expresidente para fundar el partido Libertad y Refundación, Libre, que en 2021 ganó la presidencia de Honduras con Xiomara Castro, como candidata convirtiéndose en la primera mujer en gobernar el país centroamericano. El 29 de julio de 2023 Pastor fue juramentado como embajador de Honduras en Corea del Sur.
Dentro de la iniciativa privada Pastor Fasquelle es Gerente General de la Sociedad Ganadera Pastor Campos, en San Pedro Sula, desde el año 2010 hasta la actualidad.